# Podgora pri Zlatem Polju
Podgora pri Zlatem Polju este o localitate din comuna Lukovica, Slovenia, cu o populație de 22 de locuitori.